# بهم بگو برونا
بهم بگو برونا (پرتغالی: Me Chama de Bruna)، یک مجموعه تلویزیونی برزیلی در ژانر زندگی‌نامه‌ای اروتیک است که توسط ماریکا فریا ساخته شده است. فیلم‌نامه این سریال بر اساس رمانی به نام زهر شیرین عقرب نوشته برونا سورفیستینها نوشته شده که داستان آن دربارهٔ زندگی و تجربیات واقعی خود سورفیستینها است که به عنوان یک بازیگر پورنوگرافی و کارگر جنسی توانست با انتشار تجربیات جنسی خود در یک وبلاگ، توجه رسانه‌های برزیلی را جلب کند. ماریا بوپ، جاناتان هاگنسن، سوزان کروگر، استلا ریبلو و دبرا اوزریو بازیگران سریال هستند. بعد از فیلم سینمایی اعترافات یک دختر تلفنی برزیلی (۲۰۱۱)، بهم بگو برونا دومین اقتباس از داستان زندگی سورفیستینها محسوب می‌شود.
بهم بگو برونا در طی چهار فصل هشت قسمتی از تاریخ ۹ اکتبر ۲۰۱۶ تا ۳۱ ژانویه ۲۰۲۰ به روی آنتن شبکه فاکس اینترنشنال رفت. سریال با واکنش متوسطی از سوی منتقدان مواجه شد اما تماشاگران برزیلی از آن استقبال خوبی کردند.